# 杰克·麦卡坦
杰克·麦卡坦（英語：Jack McCartan，1935年8月5日—），生于明尼苏达州，美国男子棒球、冰球运动员。他曾代表美国国家队参加1960年冬季奥林匹克运动会冰球比赛，获得一枚金牌。